# Buhl (Idaho)
Buhl é uma cidade localizada no estado americano de Idaho, no Condado de Twin Falls.

## Demografia
Segundo o censo americano de 2000, a sua população era de 3985 habitantes. 
Em 2006, foi estimada uma população de 4023, um aumento de 38 (1.0%).

## Geografia
De acordo com o United States Census Bureau tem uma área de 
4,4 km², dos quais 4,4 km² cobertos por terra e 0,0 km² cobertos por água. Buhl localiza-se a aproximadamente 1180 m acima do nível do mar.

## Localidades na vizinhança
O diagrama seguinte representa as localidades num raio de 28 km ao redor de Buhl. 